# 胡焯猷
胡焯猷，一字瑞铨，号仰堂，汀州永定（今永定县下洋镇中川村）人，臺灣清治時期在今新北市五股區、泰山區及新莊區開墾，捐建了泰山明志書院。

## 簡介
原為貢生，清乾隆年間來臺，住在淡水廳新莊山腳（今新北市泰山）。乾隆十三年（1748年），胡焯猷和林作哲、胡習隆等三人，合組「胡林隆墾號」，向淡水廳申請開墾興直堡成子寮、水碓、山腳、貴子坑、坡角、營盤一帶，原平埔族武勞灣社從事原始農業的地方，即今新北市五股區、泰山區及新莊區北邊，因為屬於「天泉水崛」的地方，開墾的水田超過324甲，佃農在110戶以上。
胡焯猷開墾致富後，樂施好善、廣結善緣。乾隆十七年（1752年），獻地建今五股西雲寺；乾隆二十五年（1760年），在新莊米市（新莊老街）捐建新莊武聖廟。
乾隆二十八年（1763年），他認為淡水文風未啟，有心向學者需到彰化或新竹讀書，於是將位於平頂山腳的「瓦屋一進五間，旁有廂房12間，前鑿池塘，上接山水，下落庄田」等資財捐出，設立義塾，命名「明志」，以水田占地約80甲田地，歲入租穀609石（年納番租23石3斗4升，社餉銀8兩3錢3分4釐），做為維持費，於是開始延請名師，給予北臺灣有志向學的學子受教的機會。
淡水廳同知胡邦翰認同胡焯猷捐獻學田的義舉，呈請將義塾易名為「明志書院」。乾隆二十九年（1764年），閩淅總督楊廷璋立「興直堡新建明志書院碑」置於書院內之牆上，高136公分，寬66公分。「義學」自此改為「書院」，成為臺灣北部地區第一所「書院」。